# استل (خواننده)
اِستِل فنتا سوآرِی (به انگلیسی: Estelle Fanta Swaray) (زادهٔ ۱۸ ژانویه ۱۹۸۰)، که با نام حرفه‌ای استل شناخته می‌شود، یک خواننده، رپ‌خوان و ترانه‌سرای انگلیسی است که نامزد دریافت جایزه گرمی در پنجاه و یکمین دوره آن شده بود. او جایزه موسیقی سیاه‌پوستان بریتانیا (MOBO) را به‌عنوان بهترین تازه‌وارد دریافت کرد. استل همچنین جایزه بهترین هنرمند زن را در ۳ دوره پیاپی از جوایز هیپ هاپ پادشاهی متحده به‌دست آورده است.

## زندگی و حرفه
استل در سال ۱۹۸۰ در همرسمیت در لندن غربی به دنیا آمد. او یکی از هشت فرزند خانواده از مادری سنگالی و پدری از اهالی گرنادا است. آهنگ آمریکن بوی از آلبومی که همراه با کانیه وست خوانده بود، در مارس ۲۰۰۸ به رتبهٔ یک در جدول تک‌آهنگ‌های بریتانیا رسید.